# Nureyev - The White Crow
Nureyev - The White Crow (The White Crow) è un film del 2018 diretto da Ralph Fiennes.
La pellicola, adattamento cinematografico della biografia Nureyev: The Life scritta da Julie Kavanagh, narra le vicende del ballerino Rudol'f Nureev, interpretato da Oleg Ivenko.

## Trama
San Pietroburgo, 1961. Aleksandr Puškin, insegnante e amico di Rudol'f Nureev, viene interrogato dagli agenti del KGB in merito a un grave fatto avente per protagonista il ballerino; Puskin insiste che questi non abbia realmente commesso un crimine ma che abbia agito per amore della danza.
Attraverso una serie di flashback (non in ordine cronologico) viene ricostruita la vita di Nureev: dalla nascita a bordo di un vagone della Transiberiana all'infanzia indigente in Siberia, fino ai primi passi nel mondo della danza. Ammesso a frequentare la prestigiosa Accademia di danza Vaganova di Leningrado, dimostrò fin da subito un carattere difficile e insofferente alle regole: ciò gli causò grossi problemi con gli insegnanti, finché non gli venne assegnato proprio Puškin che riuscì a tirar fuori il suo talento anche grazie alla moglie Xenia che si prese cura di lui come una madre. Successivamente il regime sovietico gli impose di cambiare scuola e frequentarne una più vicina al suo luogo di nascita, ma ciò fu evitato grazie all'intercessione della ballerina Natal'ja Dudinskaja che lo scelse come partner di danza. 
In seguito ad un infortunio, andò a vivere a casa dei Puškin dove Xenia intraprese una relazione extraconiugale con lui. 
Infine, nel 1961, fu scelto per entrare nella compagnia che si sarebbe poi esibita in una serie di spettacoli sia a Parigi che a Londra.
Rudy vede questa trasferta parigina come una grande occasione per dimostrare il suo talento e sfondare a livello mondiale. La sua insofferenza alle regole lo portò, però, ad ignorare il divieto di parlare con persone occidentali e strinse amicizia con il ballerino Pierre Lacotte e con Clara Saint, una ragazza di origine cilena il cui fidanzato, figlio del ministro francese della Cultura André Malraux, era da poco morto tragicamente. 
Quando Rudy iniziò a esibirsi, fu da subito chiaro a tutti che il suo talento fosse in grado di cambiare il mondo della danza: iniziò a ricevere consensi e premi, guadagnando una fama sempre crescente. Tuttavia le sue frequentazioni con Pierre e Clara misero in allarme il regime che temeva potesse verificarsi un passaggio di informazioni: a nulla valsero i tentativi del manager Striževskij di metterlo in guardia e fargli rispettare le regole.
Arrivò il giorno della partenza per Londra e tutto il corpo di ballo fu trasferito all'aeroporto Le Bourget. Poco prima della partenza, però, Rudy venne informato che non avrebbe preso parte alla trasferta londinese e che il presidente Chruščëv l'aveva richiamato in patria per un'esibizione straordinaria al Cremlino, in seguito alla quale si sarebbe ricongiunto con la compagnia. Rudy tuttavia comprese che, a causa dei sospetti di spionaggio che gravavano su di lui, il regime lo volesse rimpatriare per poi non concedergli più di lasciare l'Unione Sovietica. Così chiese aiuto ai suoi amici Pierre e Clara perché lo aiutassero a non partire.
Grazie ai suoi agganci politici, Clara riuscì a coinvolgere la polizia e, con un espediente rocambolesco, Rudy riuscì a chiedere asilo politico alla Francia. 
Striževskij, messo alle strette, gli propose di ritrattare e seguire i compagni in Inghilterra, rimanendo però sotto l'egida dell'Unione Sovietica: qualora avesse rifiutato, sarebbe stato condannato in contumacia per alto tradimento e la sua famiglia ne avrebbe subito le ripercussioni. Rudy, tuttavia, comprese che il regime non lo avrebbe mai reso davvero libero, così decise di rifiutare l'offerta e proseguì nella richiesta di asilo. Rudy iniziò così una nuova vita che lo portò ad avere successo e fama. Al termine dell'interrogatorio visto a inizio film, Puškin dichiarò di vergognarsi profondamente del comportamento di Nureev e di non averlo saputo prevedere. Tuttavia, una volta tornato a casa, lui e Xenia convennero che fosse andato tutto bene e ricordarono con affetto e nostalgia il loro amico.
Nureev non tornerà in Unione Sovietica fino al 1987, quando otterrà un permesso speciale per vedere un'ultima volta la madre gravemente malata. Il grande ballerino e coreografo morirà nel 1993 dopo aver contratto l'AIDS.

## Promozione
Il primo trailer del film viene diffuso il 24 gennaio 2019.

## Distribuzione
La pellicola è stata presentata al Telluride Film Festival nel settembre 2018 e distribuita nelle sale cinematografiche britanniche a partire dal 22 marzo 2019 e in quelle italiane dal 27 giugno dello stesso anno.

## Riconoscimenti
- 2018 - Tokyo International Film Festival
  - Premio speciale per il miglior contributo tecnico a Ralph Fiennes
  - Candidatura per il miglior film
- 2019 - British Independent Film Awards[4]
  - Candidatura per la miglior scenografia ad Anne Seibel